# خط الأشعة

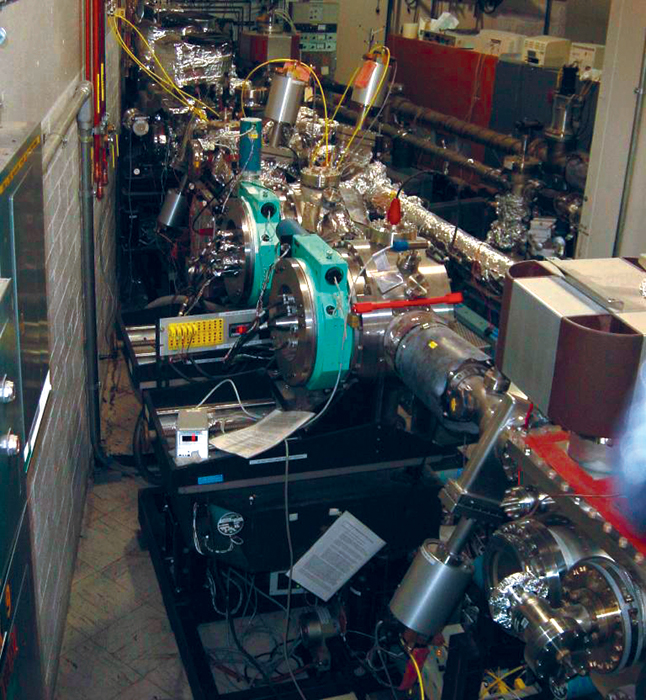
خط الأشعّة في مختبر بروكهافن الوطني.

يشير خط الأشعة في فيزياء المسرعات إلى مسار الجسيمات، بما فيه البنية التحتية لهذا المسار من أجهزة مغناطيس وأنابيب تفريغ (تخلية) ومن أجهزة مراقبة، وذلك على طول محدد من تجهيزات مسرع الجسيمات.
يكون خط الأشعّة في المسرّعات الخطّيّة، والذي تعبر فيه فيض الجسيمات، مستقيماً، في حين أنه يكون منحنياً في المسرّعات الدورانية. في المسرّعات الخطّيّة يدعى كامل تجهيز المسرّع المستقيم بدايةً من مصدر الجسيمات باسم خط الأشعّة.